# Denmark Open 1988
Die Denmark Open 1988 im Badminton fanden Ende Oktober 1988 in Odense in Dänemark statt. Mit einem Preisgeld von 60.000 US-Dollar wurde das Turnier in die zweithöchste IBF-Wertungskategorie eingestuft (3 Sterne).

## Finalergebnisse
| Disziplin    | Sieger                        | Finalist                     | Ergebnis         |
| ------------ | ----------------------------- | ---------------------------- | ---------------- |
| Herreneinzel | Poul-Erik Høyer Larsen        | Zhang Qingwu                 | 15-9, 18-16      |
| Dameneinzel  | Li Lingwei                    | Han Aiping                   | 11-7, 11-7       |
| Herrendoppel | Li Yongbo Tian Bingyi         | Jalani Sidek Razif Sidek     | 15-6, 8-15, 15-4 |
| Damendoppel  | Lin Ying Guan Weizhen         | Dorte Kjær Nettie Nielsen    | 15-3, 15-12      |
| Mixed        | Jesper Knudsen Nettie Nielsen | Rudy Gunawan Lilik Sudarwati | 15-7, 15-4       |